# Медаль «За отличную службу» (США)
Медаль «За отличную службу» (англ. Defense Superior Service Medal) — награда, вручаемая Министром обороны Соединённых Штатов Америки, военнослужащим всех родов войск за исключительные успехи в службе и заслуги в операциях, проводимых Министерством обороны. Также могут награждаться и гражданские лица, чьи военные заслуги равны заслугам военнослужащих.

## История
Медаль была учреждена 6 февраля 1976 года 38-м Президентом США Джеральдом Фордом (указ № 11904). Первым награждённым был бригадный генерал Армии США Дж. Джонс (англ. John G. Jones), за заслуги, в качестве помощника министра обороны с февраля 1972 года по июль 1975 года.

## Описание
Лицевая сторона (аверс): Серебряный кулон общей высотой 4,76 см, состоящий из синего правильного пятиугольника (пентагон) и серебряного орла в центре. На груди орла щит (с тринадцатью полосами и звёздами), в когтях три перекрещённые стрелы, как на эмблеме службы министра обороны. Крылья упираются в дугу, из девяти звёзд над крыльями, и еще по две под каждым крылом (всего их тринадцать, на печати Министерства обороны, все тринадцать расположены над). Заканчивают дугу переплетёные ветви оливы и лавра. Верхная часть подвески представлена из пяти лучей, продолжающих звёзды.

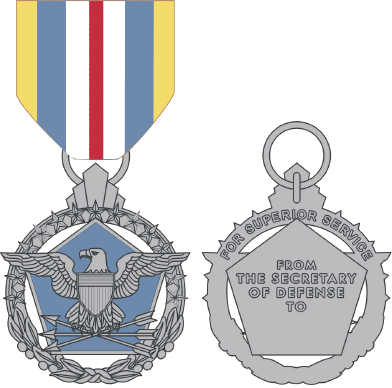
Медаль «За отличную службу»: аверс и реверс

Оборотная сторона (реверс): На реверсе медали имеются две надписи. На верхней дуге: «За отличную службу» (For Superior Service). И на пентагоне: «От министра обороны» (From The Secretary of Defense To).
Лента: Общая ширина 3,492 см., состоит из следующих полос: 
- золотой (0,48 см);
- голубой (0,64 см);
- белый (0,48 см);
- красный (0,32 см);
- белый (0,48 см);
- голубой (0,64 см);
- золотой (0,48 см).

### Значение
Пентагон символизирует пять видов вооруженных сил: сухопутные, ВМФ, ВВС, корпуса морской пехоты и береговой охраны (в военное время). Так же пятиугольник указывает на штаб-квартиру Министерство обороны, находящуюся в штате Вирджиния недалеко от Вашингтона.
Наличие на голубом фоне орла с щитом Соединённых Штатов и тремя стрелами, вместе с дугой из тринадцати звёзд и венка из лавровых и оливковых ветвей, указывает на печать Министерства обороны и свидетельствует о награждении от лица министра. Соединённые звёзды и серебряные лучи означают единство в выполнении миссий Департамента Обороны от имени нации.